# Župnija Ljubljana - Stožice
Župnija Ljubljana - Stožice je rimskokatoliška teritorialna župnija Dekanije Ljubljana - Center Nadškofije Ljubljana.

## Zgodovina
Leto 1976 je podružna cerkev Župnije Ljubljana - Ježica postala središče novo ustanovljene župnije sv. Jurija v Stožicah. Ustanovno listino je podpisal nadškof Jožef Pogačnik 1. januarja 1976 in za prvega župnika imenoval Tomaža Nagodeta, dotlej kaplana Župnije Ljubljana - Ježica. Stoženski župljani so 9. januarja 1980 ustanovili župnijski pastoralni svet.
Z gradnjo novega naselja BS 3 na področju stoženske župnije se je pokazala potreba po večji cerkvi, saj se je število ljudi na župnijskem ozemlju povzpelo na 13.000. Prva prošnja za novo cerkev je bila napisana leta 1980. Šele 6. julija 1992 pa je bilo izdano gradbeno dovoljenje. 25. oktobra 1992 je tedanji nadškof Alojzij Šuštar blagoslovil temeljni kamen nove cerkve, 15. maja 1994 pa blagoslovil dograjeno novo cerkev, posvečeno Svetemu Duhu, in hkrati posvetil nov daritveni oltar. Na ozemlju župnije je 18. maja 1996 mašo daroval papež Janez Pavel II. Spomin na ta veliki dogodek je spominska plošča na novi cerkvi, ki jo je 10. novembra 1996 blagoslovil Alojzij Šuštar.
Štiri zvonove, ki so zvonili pri papeževem obisku in bili kmalu potem nameščeni v zvonik nove cerkve Svetega Duha, je 6. junija 1996 posvetil pomožni škof Alojz Uran.
Župnijsko cerkev sv. Duha je 15. maja 2016 med sveto mašo nadškof Stanislav Zore slednjič tudi posvetil. Župnija Ljubljana - Stožice od 1. januarja 2024 spada v Dekanijo Ljubljana - Center.

## Farne spominske plošče v župniji
V župniji so postavljene Farne spominske plošče, na katerih so imena vaščanov iz okoliških vasi (Mala vas, Stožice), ki so padli na protikomunistični strani v letih 1942–1945. Skupno je na ploščah 41 imen.